# ソエジマヤスフミ
ソエジマ ヤスフミは、日本のCGIクリエイター、アニメーション監督である。武蔵野美術大学卒業。元GONZO所属。現在david production所属。

## 参加作品
2001年
- FF：U 〜ファイナルファンタジー:アンリミテッド〜（3Dディレクター・後期エンディングアニメーション（グラフィックデザイン））

2003年
- LAST EXILE（3Dディレクター）

2004年
- 巌窟王（デジタルディレクター）

2006年
- マルドゥック・スクランブル（監督、制作中止）
- 銀色の髪のアギト（3DCGディレクター）
- カレイドスター ぐっどだよ! ぐぅーっど!（監督）
- FREEDOM（CGI&コンポジット・デザインワークス）

2007年
- アニ*クリ15「火男(ヒョットコ)」（原案・デザイン・監督・作詞（共同制作））
- Perfume「ポリリズム」（監督）
- 撲殺天使ドクロちゃん2（3D撮影）

2008年
- Kei Kohara+LIFE「Get Wild」（監督）
- Perfume「love the world」（監督）
- ケメコデラックス!（3D・CGI）
- ドリーム・シアター 「フォーセイクン」（監督）

2009年
- 戦う司書 The Book of Bantorra（3Dディレクター）
- 無限航路（アニメーション監督）
- リストランテ・パラディーゾ（アートディレクター）

2010年
- いばらの王 -King of Thorn-（モニターグラフィックス）

2011年
- レベルE（ビジュアルコンセプト・3Dディレクター・絵コンテ・演出）
- ラストエグザイル-銀翼のファム-（オープニングディレクター）
- ベン・トー（演出・2Dグラフィック）

2012年
- 妖狐×僕SS（OP絵コンテ・演出）
- ジョジョの奇妙な冒険（ビジュアルディレクター・美術設定・ED演出・原画）

2013年
- 犬とハサミは使いよう（OP絵コンテ・演出）
- 超次元ゲイム ネプテューヌ THE ANIMATION（演出）
- Peaceful Times(F02)petit film（3DCGI・VFX）

2014年
- ジョジョの奇妙な冒険 スターダストクルセイダース（美術設定・絵コンテ・演出・ED絵コンテ・演出）
- 少年ハリウッド -HOLLY STAGE FOR 49-（エンディングアニメーション）

2016年
- ジョジョの奇妙な冒険 ダイヤモンドは砕けない（絵コンテ・演出・ED絵コンテ・演出）

2017年
- 岸辺露伴は動かない（2017年 - 2020年、副監督）
- モンスターハンター ストーリーズ RIDE ON（演出）
- キノの旅 -the Beautiful World- the Animated Series（絵コンテ・演出）

2018年
- 少年アシベ GO! GO! ゴマちゃん（絵コンテ・演出）
- 伊藤潤二『コレクション』（絵コンテ・演出）
- ゴールデンカムイ（ED絵コンテ・演出）
- INGRESS THE ANIMATION（絵コンテ）

2019年
- 爆丸バトルプラネット（絵コンテ・演出）
- あんさんぶるスターズ!（シリーズディレクター）

2020年
- 炎炎ノ消防隊 弐ノ章（絵コンテ）

2021年
- ドラえもん（絵コンテ）
- のんのんびより のんすとっぷ（演出）
- もっと!まじめにふまじめ かいけつゾロリ（絵コンテ）

2023年
- うる星やつら（2022年版）（絵コンテ・OP絵コンテ・OP演出）
- デッドマウント・デスプレイ（絵コンテ）

2024年
- 夜のクラゲは泳げない（絵コンテ・演出）

2025年
- キン肉マン 完璧超人始祖編（OP絵コンテ）
- 全修。（絵コンテ・演出）
- 魔神創造伝ワタル（絵コンテ）
- ロックは淑女の嗜みでして（絵コンテ）